# العلاقات الكينية الناميبية
العلاقات الكينية الناميبية هي العلاقات الثنائية التي تجمع بين كينيا وناميبيا.

## مقارنة بين البلدين
هذه مقارنة عامة ومرجعية للدولتين:
| وجه المقارنة                                              | كينيا                         | ناميبيا      |
| --------------------------------------------------------- | ----------------------------- | ------------ |
| المساحة (كم2)                                             | 581.31 ألف                    | 825.62 ألف   |
| عدد السكان (نسمة)                                         | 48.47 مليون                   | 2.53 مليون   |
| الكثافة السكانية (ن./كم²)                                 | 83.38                         | 3.06         |
| العاصمة                                                   | نيروبي                        | ويندهوك      |
| اللغة الرسمية                                             | اللغة السواحلية، لغة إنجليزية | لغة إنجليزية |
| العملة                                                    | شيلينغ كيني                   | دولار ناميبي |
| الناتج المحلي الإجمالي (بليون دولار)                      | 74.94 مليار                   | 13.24 مليار  |
| الناتج المحلي الإجمالي (تعادل القوة الشرائية) بليون دولار | 142.24 مليار                  | 25.60 مليار  |
| الناتج المحلي الإجمالي الاسمي للفرد دولار أمريكي          | 1.38 ألف                      | 4.67 ألف     |
| الناتج المحلي الإجمالي للفرد دولار أمريكي                 | 2.95 ألف                      | 9.96 ألف     |
| مؤشر التنمية البشرية                                      | 0.548                         | 0.628        |
| رمز المكالمات الدولي                                      | +254                          | +264         |
| رمز الإنترنت                                              | .ke                           | .na          |
| المنطقة الزمنية                                           | ت ع م+03:00                   | ت ع م+02:00  |

## منظمات دولية مشتركة
يشترك البلدان في عضوية مجموعة من المنظمات الدولية، منها:
| علم المنظمة | اسم المنظمة                                                | تاريخ انضمام كينيا | تاريخ انضمام ناميبيا |
| ----------- | ---------------------------------------------------------- | ------------------ | -------------------- |
|             | البنك الإفريقي للتنمية                                     | ?                  | ?                    |
|             | العملية المشتركة للاتحاد الأفريقي والأمم المتحدة في دارفور | ?                  | ?                    |
|             | البنك الدولي للإنشاء والتعمير                              | 3 فبراير 1964      | 25 سبتمبر 1990       |
|             | منظمة التجارة العالمية                                     | 1995               | ?                    |
|             | منظمة حظر الأسلحة الكيميائية                               | ?                  | ?                    |
|             | الأمم المتحدة                                              | 16 ديسمبر 1963     | 23 أبريل 1990        |
|             | مجموعة دول أفريقيا والكاريبي والمحيط الهادئ                | ?                  | ?                    |
|             | الاتحاد الأفريقي                                           | 13 ديسمبر 1963     | ?                    |
|             | وكالة ضمان الاستثمار متعدد الأطراف                         | 28 نوفمبر 1988     | 25 سبتمبر 1990       |
|             | منظمة الشرطة الجنائية الدولية                              | ?                  | ?                    |
|             | يونسكو                                                     | 7 أبريل 1964       | 2 نوفمبر 1978        |
|             | مؤسسة التمويل الدولية                                      | 3 فبراير 1964      | 25 سبتمبر 1990       |
|             | الاتحاد البريدي العالمي                                    | ?                  | ?                    |
|             | دول الكومنولث                                              | 12 ديسمبر 1963     | ?                    |
|             | الاتحاد الدولي للاتصالات                                   | 11 أبريل 1964      | 25 يناير 1984        |

## وصلات خارجية
- موقع وزارة الخارجية الكينية